# Comuna Miren-Kostanjevica
Miren-Kostanjevica (Občina Miren-Kostanjevica) este o comună din Slovenia, cu o populație de 4.741 de locuitori (2002).

## Localități
- Bilje cu 1121 locuitori,
- Hudi Log cu 23 locuitori,
- Korita na Krasu cu 46 locuitori,
- Kostanjevica na Krasu cu 317 locuitori,
- Lipa cu 92 locuitori,
- Lokvica cu 82 locuitori,
- Miren cu 1498 locuitori,
- Nova vas cu 57 locuitori,
- Novelo cu 54 locuitori,
- Opatje selo cu 377 locuitori,
- Orehovlje cu 494 locuitori,
- Sela na Krasu cu 156 locuitori,
- Temnica cu 151 locuitori,
- Vojščica cu 222 locuitori,
- Vrtoče cu 51 locuitori.